# 秦祖襄
秦祖襄（1613年—1661年），字汝翼，浙江慈谿縣（今慈溪市）人。明末官员，崇禎末科進士。弘光時官至徽州府知府。

## 生平
秦祖襄於崇禎十二年（1639年）舉己卯科浙江鄉試，崇禎十六年（1643年）中式癸未科進士，未授官即請假回籍。不久甲申之變，京師陷於李自成。
弘光帝時，授官工部虞衡司主事，出任徽州府知府。清軍南下後，弃城而逃，此後滿清履召不出，居家著述。閒時曾出遊河洛，登少室山、太華山。後遭母喪，嘔血而卒。

## 家庭
秦祖襄繼室爲方拱之女。次子秦勳，字子卣，為諸生，工詩、古文及書法；從子秦炯，字尚之，亦工詩，清康熙二十一年進士，官詔安縣知縣。